# Piazza Antonio Gramsci (Carrara)
Piazza Antonio Gramsci è una delle principali piazze di Carrara.
Un tempo adibita a giardino privato del principe, venne ristrutturata completamente alla fine del XIX secolo e intitolata successivamente al politico Antonio Gramsci.

## Storia
Originariamente la piazza era parte del giardino principesco, che successivamente divenne "Piazza d'Armi", cambiando nel corso altre due volte la sua intitolazione sino ad arrivare alla sua connotazione definitiva cui è nota, ma nonostante ciò, è ancora oggi popolarmente conosciuta come "Piazza d'Armi".
Solamente nel 1887, durante il mandato del sindaco Agostino Marchetti, la zona che oggi è occupata dalla piazza venne completamente ristrutturata sino a raggiungere la fisionomia che è presente oggi.
All'inizio l'ampia piazza comprendeva un grande giardino centrale con un monumento eretto nel 1876 dedicato a Pellegrino Rossi, famoso politico ed economista che nacque a Carrara e da cui prese la piazza il nome, mutandolo in Piazza Risorgimento, prima di essere dedicata in un ultimo momento ad Antonio Gramsci.
Nonostante il completo mutamento in spazio ad uso pubblico, la piazza è arricchita da molteplici aree verdi, alberi e palme.

## Descrizione
La piazza ha mutato il suo stile architettonico molteplici volte, essendo stata in un primo momento giardino privato del Principe e solo alla fine dell'Ottocento adibita a spazio pubblico.
Sulla piazza si affacciano molteplici edifici ed una scenografica scalinata che fiancheggia il lato orientale della piazza.
Al centro troviamo una fontana con una palla galleggiante ad opera di Kenneth Davis e lungo tutto il contorno della piazza sono stati eretti, in epoche diverse, molti monumenti e palazzi, oltre ad alcune aree verde, testimonianze dell'originario giardino albericiano.
Nel 1925 nella piazza venne eretto un maestoso altorilievo dedicato ai caduti per il fascismo, successivamente distrutto nel 1944 da una carica esplosiva; due anni più tardi, al suo posto, venne ubicata la "lapide a ricordo della nascita della Repubblica Italiana (1946).

### Palla Galleggiante
Al centro della piazza si trova questa enorme palla di marmo che compie un moto rotatorio sotto la spinta dell'acqua della fontana, che venne ideata dall'americano Kenneth Davis (1918-1992) nel 1979, aiutato da Mario Fruendi. Per la realizzazione dell'opera è stato utilizzato il marmo della cava del Polvaccio (storica cava che venne data in concessione a Iacopo Diana nel XVII secolo) Il 13 ottobre 2017 è stata installata una targa in memoria dell'artista, in occasione della venticinquesima ricorrenza dalla sua morte, nell'ottobre 1992. La targa è sia in inglese che in italiano e descrive le caratteristiche della fontana, citando alla fine il nome dell'autore.

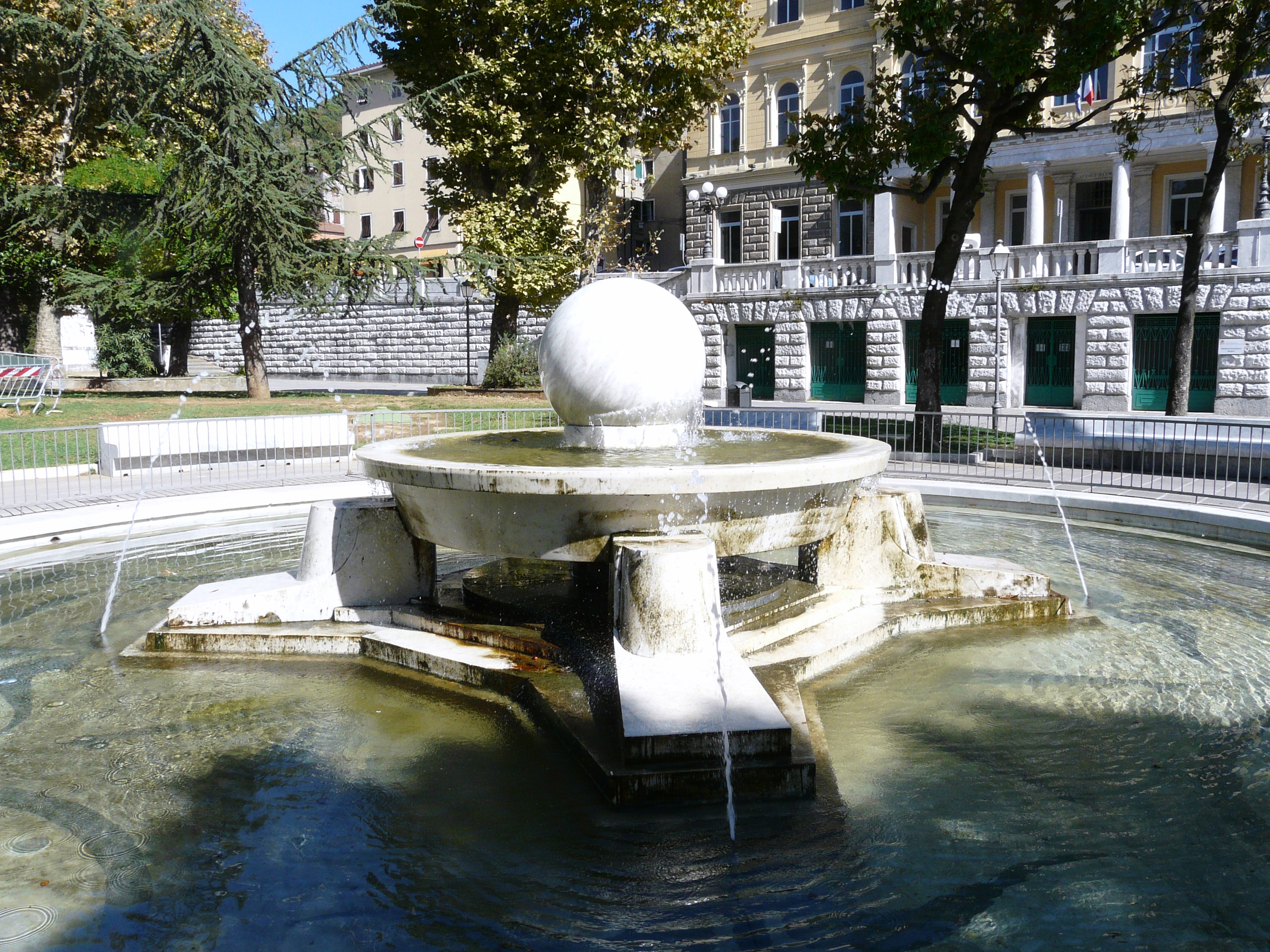
Palla galleggiante di Kenneth Davis

### Monumento a Pellegrino Rossi
La realizzazione dell'opera fu commissionata a Pietro Tenerani (1789-1869) nel 1854 dal duca Mario Massimo di Rignano, che voleva sostituire l’edicola commemorativa del politico nella chiesa di San Lorenzo in Damaso richiesta nel 1849 da papa Pio IX, per ricordare l’attentato subito l’anno prima da Rossi. Il modello era già pronto nel 1854 ma occorsero diversi anni per la traduzione in marmo, probabilmente al 1869. Il monumento di Carrara fu invece eretto postumo, nel 1876, e fu scolpito dallo scultore Scipione Jardella su supervisione di Fernando Pelliccia.
L'opera è una traduzione in marmo di un modello in gesso eseguito a Roma dallo scultore carrarino, che raffigura il giurista seduto e avvolto da un grosso mantello.
Il 4 dicembre 1978 l'opera venne gravemente danneggiata a causa dello scoppio di una bomba e le operazioni di restauro terminarono solo nel maggio 1985. Decenni più tardi, nel 2006 è stata soggetta a martellate da parte di alcuni vandali, che avevano fatto saltare le teste di tutte le figure dei rilievi della base e negli anni successivi è stata vandalizzata da diversi "writer" che hanno ricoperto la statua di scritte.

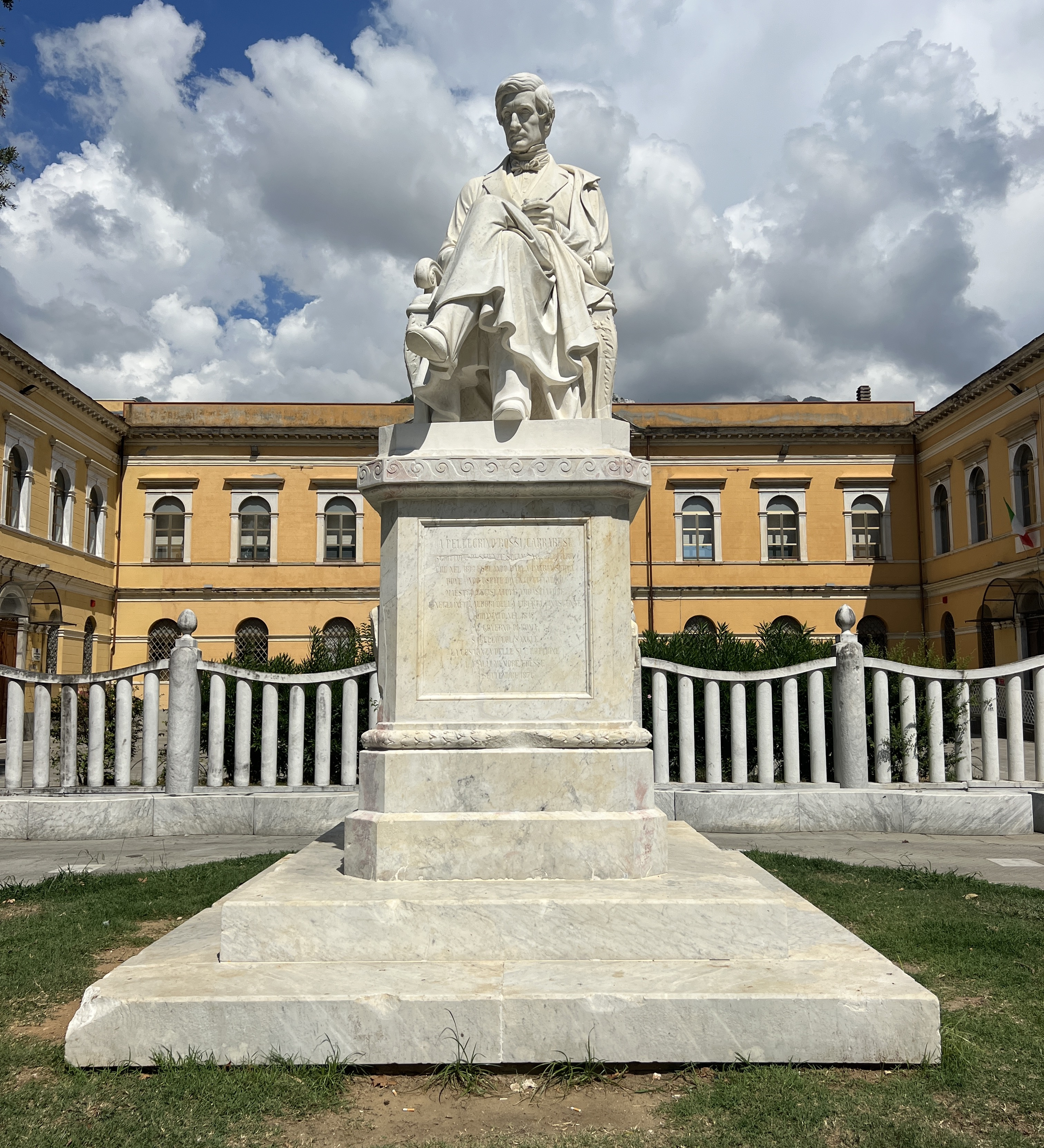
Monumento a Pellegrino Rossi

### Monumento a Giuseppe Verdi
Posto nel lato opposto a via del Plebiscito, si trova questo monumento dedicato al famoso compositore Giuseppe Verdi. Il monumento è stato eseguito poco dopo il termine della prima guerra mondiale, il 10 ottobre del 1919 dallo scultore carrarino Giuseppe (Peppino) dell'Amico, ispirato dalla canzone composta da Gabriele D'Annunzio in onore di Verdi che è stata scolpita al centro del monumento;
(Gabriele D'Annunzio, Laudi, s. II)
Vi sono rappresentate due grandi figure nude; la Gioia e il Dolore che affiancano un grande medaglione con l'effige del compositore, il tutto retto da un grande zoccolo in bardiglio. Al centro del monumento vi è un'iscrizione che recita le seguenti parole "A / GIUSEPPE VERDI / CARRARA / X OTTOBRE / MXMXIX" e nel cui basamento è recitato un estratto delle Laudi di Gabriele D'Annunzio.

### Monumento "La libertà che conquista le barbarie"
Nelle vicinanze del monumento a Verdi vi è anche un altro monumento, intitolato "La libertà che conquista le barbarie", rimasto incompiuto e indicativamente realizzata tra il 1918 e il 1924 attribuita a André-Joseph Allar, uno scultore francese che visse tra il XIX e il XX secolo.

### Monumento ad Alberto Meschi
È stato il primo monumento in Italia dedicato ad un anarchico, quale era Alberto Meschi. Venne inaugurato nel 1965 dallo scultore Ezio Nelli, il quale ha raffigurato il Meschi in mezzo ad un gruppo di cavatori, alla cui sinistra è stata scolpita una madre che tiene in braccio un bambino. Tutta la scultura è stata lasciata in rilievo su un blocco di marmo grezzo e sopra un piedistallo che recita le seguenti parole;
"NESSUNO DI NOI DIMENTICHI / CHE QUESTO MARMO TRIBOLATO / HA NOME LIBERTÀ FRATELLANZA FEDE DI \ ALBERTO MESCHI \ ANARCHICO E SINDACALISTA \ COSTRUTTORE DI TEMPI MIGLIORI \ MAGNIFICO OPERAIO FRA OPERAI E REIETTI \ CUORE APERTO ALLE FERITE DELL'UOMO E DELLA SOCIETÀ \ CONQUISTÒ PER CAVATORI E MINATORI \ LA RIDUZIONE DELLA GIORNATA LAVORATIVA \ SULLE NOSTRE TERRE \ E PER I PURI ALL'ALBA DELLA SUA ONESTÀ \ IRRADIA DA QUI UN SOLE CHE NON VEDRÀ MAI TRAMONTI \ IL POPOLO DI CARRARA".

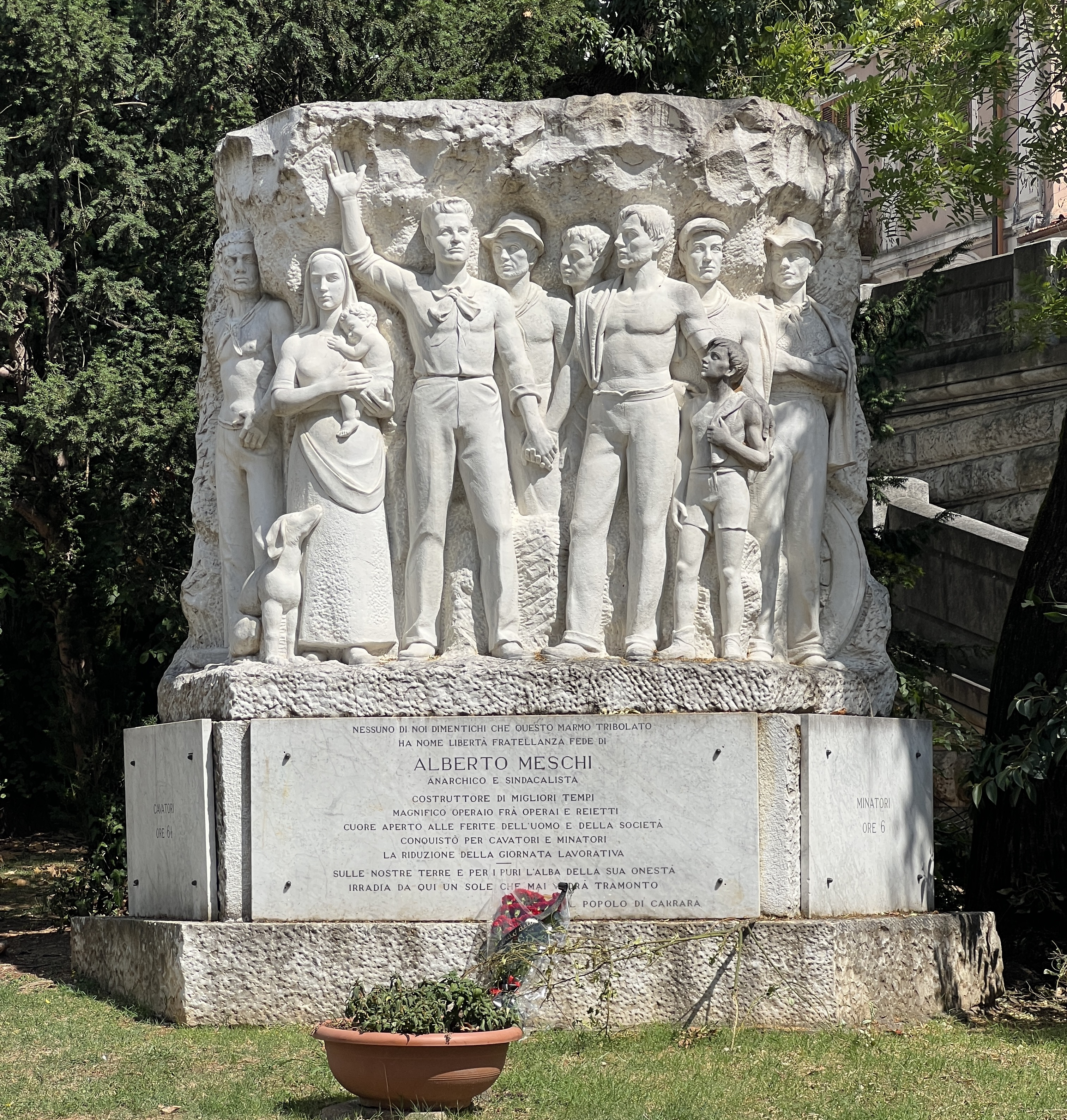
Monumento ad Alberto Meschi

### Busto di Angelo Pelliccia
Angelo Pelliccia fu un medico, scienziato e filosofo del XIX secolo e ad egli è stato dedicato un busto ad opera dello scultore Gino Nicoli. Gino Nicoli era figlio di Carlo Nicoli, famoso scultore ed imprenditore dei Laboratori artistici Nicoli che nell'Ottocento e Novecento furono tra i maggiori scultori della zona.

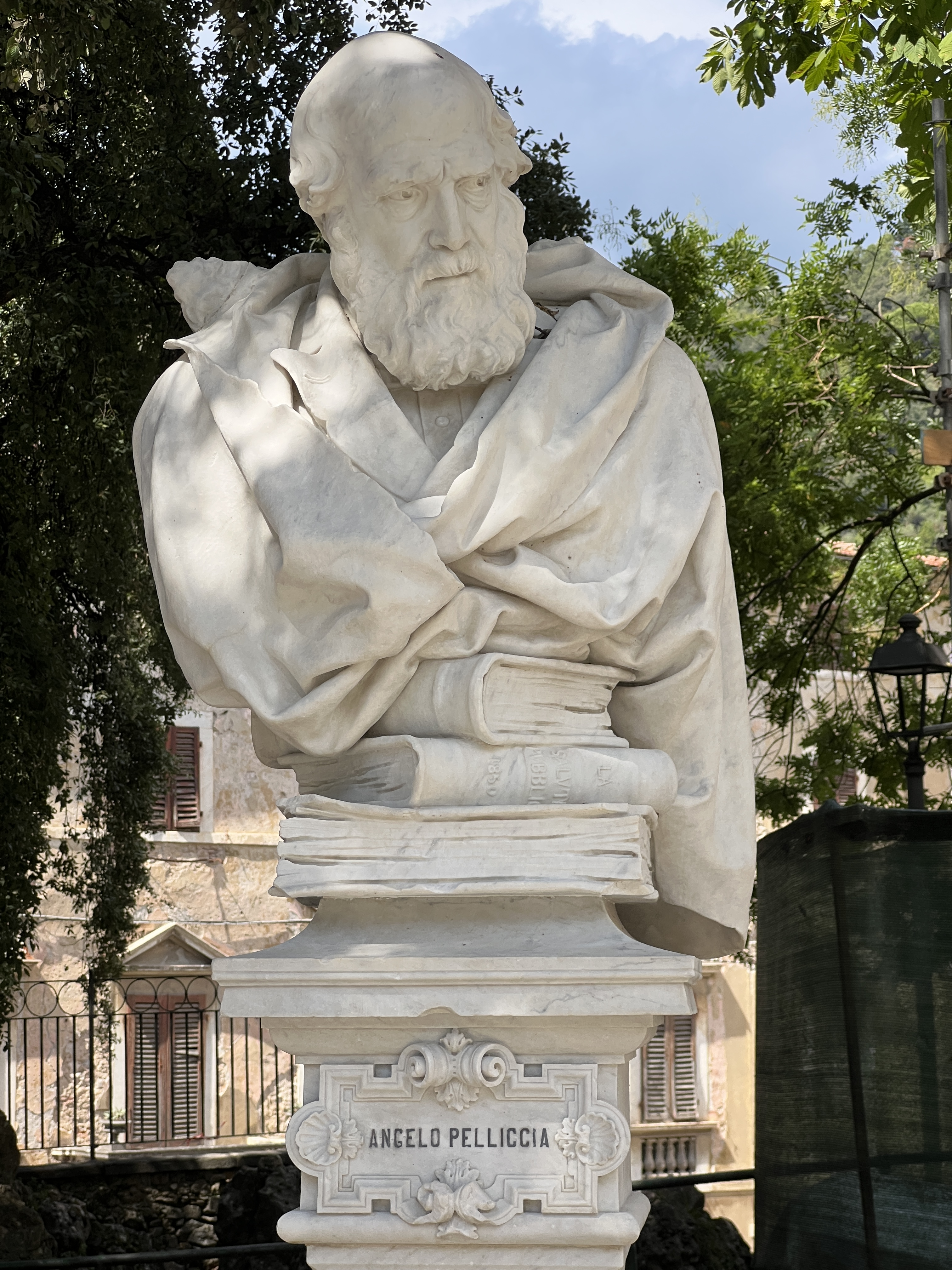
Busto di Angelo Pelliccia

### Altri monumenti
Dietro al busto di Pelliccia si trova un altro busto incompiuto, qui collocato negli anni 1970. Almeno dal 1960 si trova in piazza, su questo lato, anche la fontana dell'Elefantino, in marmo bardiglio. Poco più avanti si trova un gazebo, con balaustra in marmo su cui sono scolpiti alcuni stemmi di Carrara.

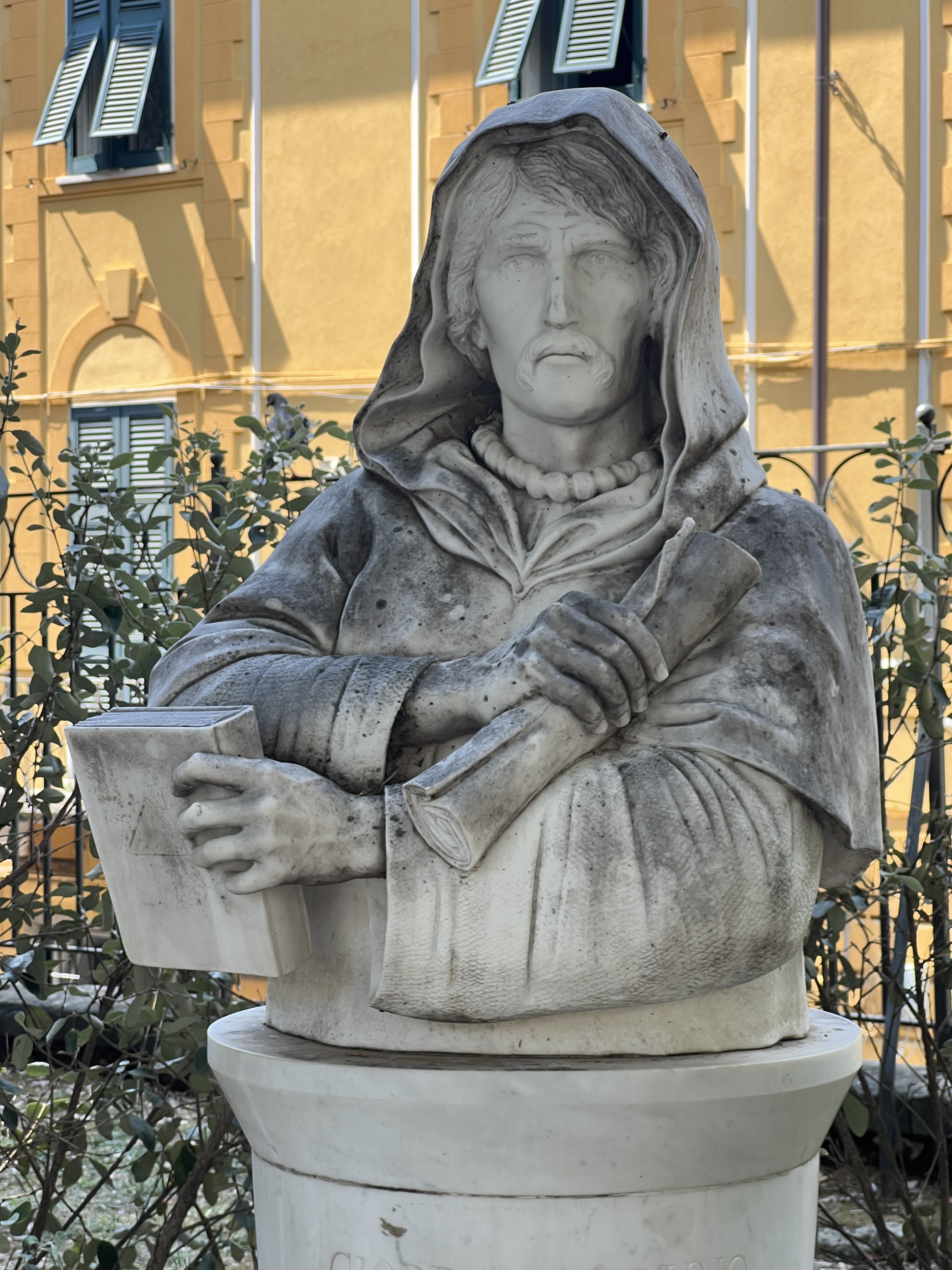
Busto di Giordano Bruno

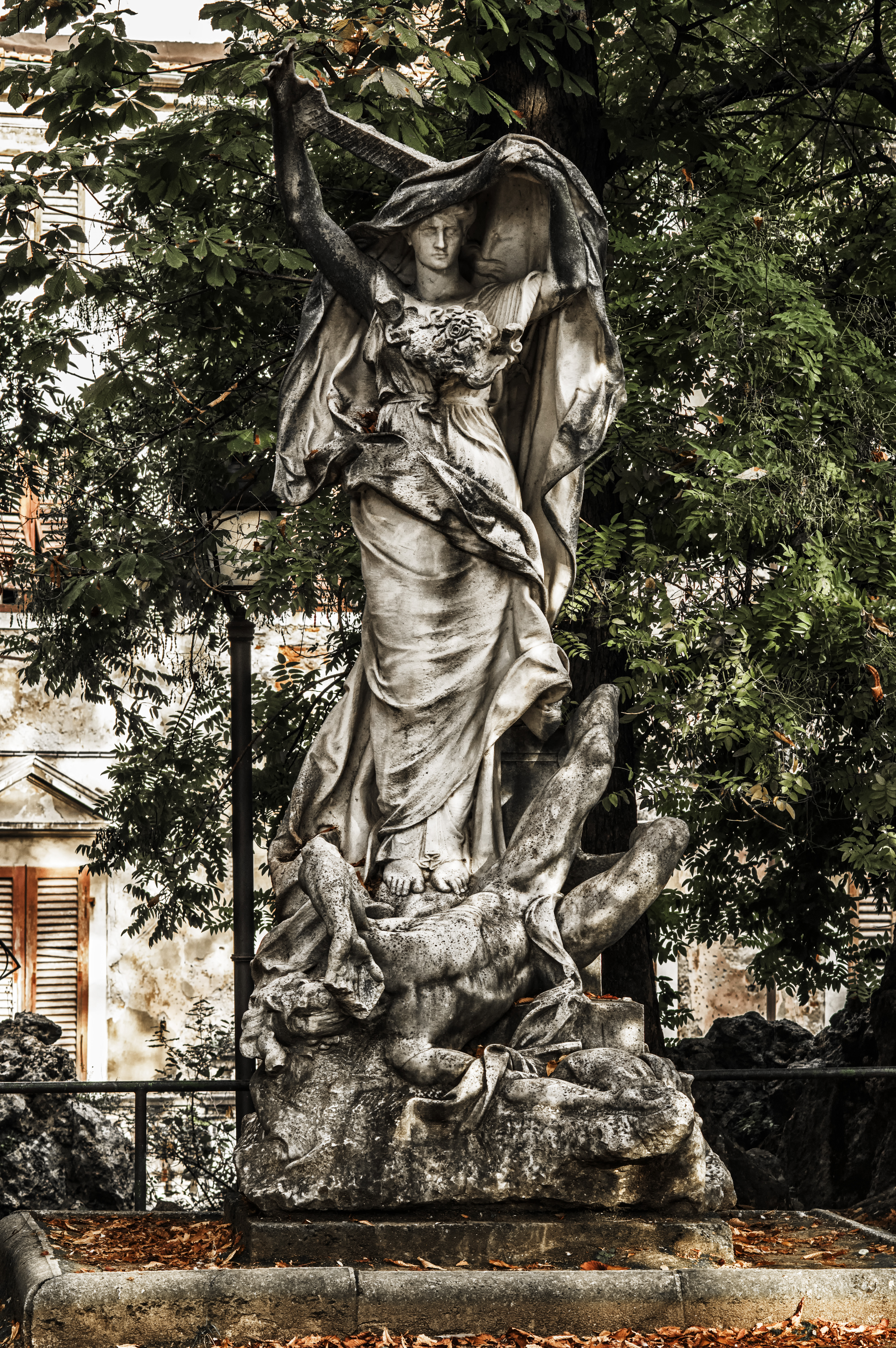
Monumento di Piazza Gramsci

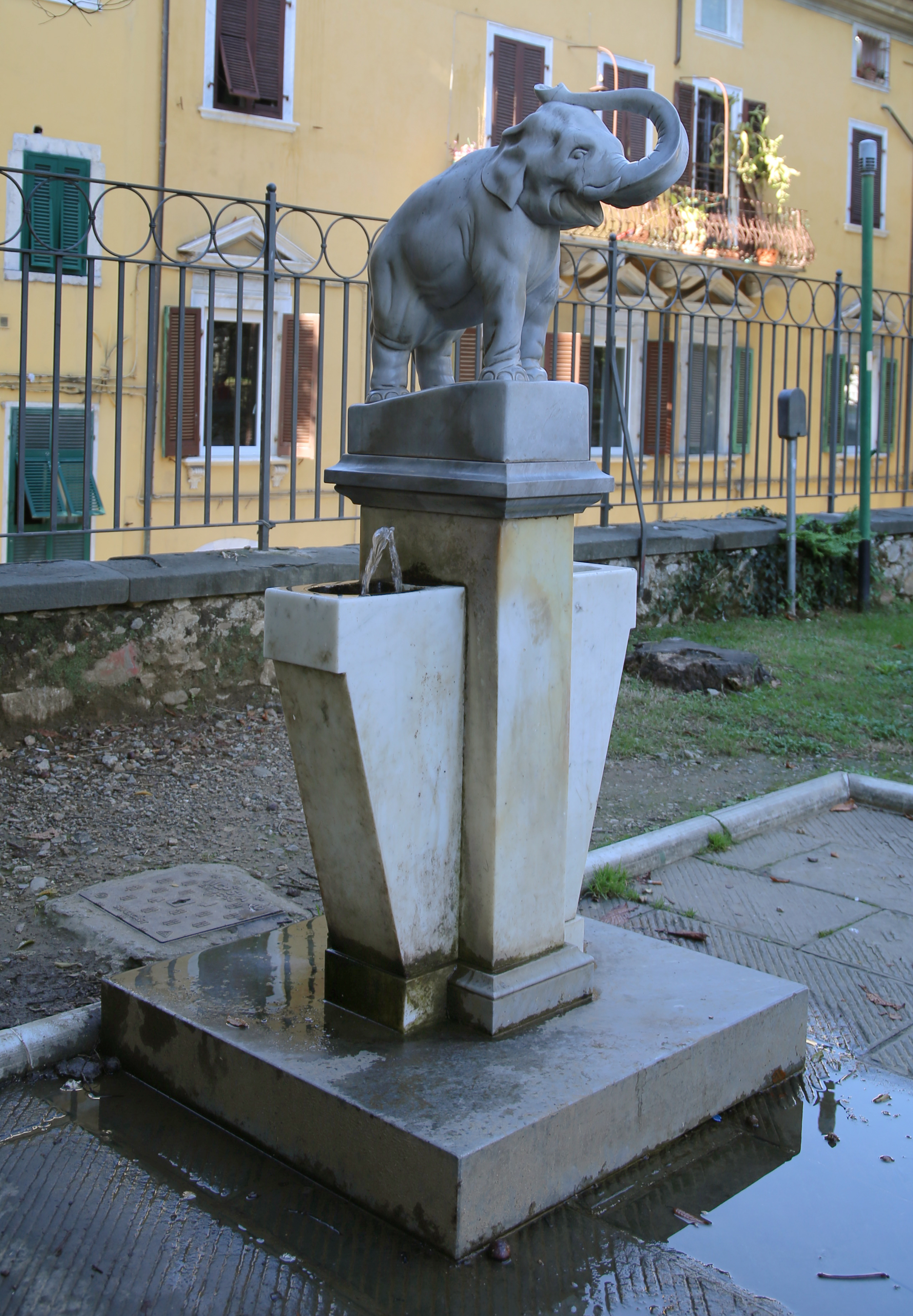
Fontana dell'Elefantino

### Scuole Aurelio Saffi
L'abbozzo dell'edificio venne presentato nel 1885 su progetto dell'architetto Leandro Caselli e affaccia su via Eugenio Chiesa, che delimita la piazza sul lato est. In questo periodo di profondo riammodernamento urbano e venne principalmente costruita con l'obiettivo di ospitare la Prefettura, che si sarebbe dovuta spostare a Carrara. La facciata imponente e l'ampio atrio costituito da alte colonne monolitiche in marmo caratterizzano l'edificio.
I lavori per la costruzione iniziarono il 22 gennaio 1887 e l'edificio occupa un intero isolato e si espande su 2120 metri quadrati, di forma rettangolare con due angoli retti. L'edificio è costituito da quattro fronti, di cui tre si affacciano su nove strade diverse. All'interno dell'edificio avrebbero dovuto trovare posto le scuole ginnasiali, tecniche, professionali e primarie; il tutto suddiviso in circa 24 classi che avrebbero dovuto ospitare sino a 60 allievi ciascuna, per una capienza totale di circa 1400 studenti.
Ciascun piano dell'edificio è di 5,60 metri ed è costituito da ambienti molto spaziosi. Inizialmente il progetto prevedeva l'edificazione di soli due piani, ma nel corso della costruzione venne aggiunto un ulteriore piano che rispetto a tutti gli altri piani costituiscono riferimenti stilistici differenti, con citazioni cinquecentesche nel primo piano.
Nel 1890 l'ingegnere Daniele Donghi scrive a proposito dell'edificio: “I lavori di decorazioni in marmo e gli stucchi vennero eseguiti da valenti operai carraresi. Lo scalone venne decorato nel soffitto a volta con un grande medaglione di figure allegoriche dal valente professore Gaidano dell’Accademia Albertina di Torino: Le decorazioni di alcune sale vennero eseguite dal pittore-decoratore torinese signor Reordino. L’architettura di queste Scuole appare un po' fastosa nel prospetto verso la piazza, ma è assai più semplice negli altri tre prospetti e nell’interno del palazzo. Ricorda in alcuni punti certi palazzi di Venezia ed il modo della fine del Quattrocento di Pietro Lombardo nella casa Vendramin; gli elementi decorativi sembrano subire dal piano terreno al tetto la legge dei crescendo musicali. Dall’ordine dorico romano con cornici architravate si passa nel primo e secondo piano pel cinquecento e si arriva nel cornicione al maggior fasto di questo secolo con grandiosi cartocci e fiori di fattura un po' spigliata che rasentano il barocco. Tutto ciò può essere discutibile in tema di critica d’arte, ma l’insieme riesce sufficientemente armonico e soprattutto gradito all’occhio”.

### Palazzo delle Figlie di Gesù
Nel lato verso monte sorge il palazzo delle Figlie di Gesù, eretto su progetto dell'architetto Giustino Triscornia, commissionato dalla contessa Antonietta Lazzoni.
L'edificio, in stile cinquecentesco e caratterizzato da un particolare cortile chiuso e da una vasta cancellata a colonnato marmoreo, venne costruito nella prima metà del XVIII secolo.
La realizzazione intera del complesso, man mano che venne costruito, cominciò a costare più del previsto e ciò comportò un innalzamento della tassa marmi da parte del Duca di Modena.